# Micropterix abchasiae
Micropterix abchasiae là một loài bướm đêm thuộc họ Micropterigidae. Nó được Zagulajev mô tả năm 1983. Nó là loài duy nhất được tìm thấy ở Abkhazia năm Gruzia.